# Utbildningsreserven
Utbildningsreserven är i Sverige sedan 1994 en typ av krigsplacering i totalförsvarsplikt, som innebar att en medborgare efter mönstring varken skrivs in i militär grundutbildning (lumpen) eller civilplikt. Den mönstrande blir inskriven i någon av befattningsgrupperna chefer, specialister eller övriga, men genomför ingen grundutbildning. På sätt sätt skiljer den sig från personalreserven som består av värnpliktiga som fullgjort grundutbildning, men saknar krigsplacering i något krigsförband.
Före 2010, då Sverige hade obligatorisk mönstring för män, var placering i utbildningsreserven i praktiken detsamma som frisedel. Kvinnor fick efter mönstring välja att skrivas in i utbildningsreserven, i stället för att genomgå grundutbildning, och sedan 2010 gäller det alla mönstrande.